# 11230 Deschaffer
11230 Deschaffer este o planetă minoră (asteroid), cu un diametru de 5,111 km, din centura de asteroizi. A fost descoperită pe 10 mai 1999 la Magdalena Ridge Observatory⁠(d) de Lincoln Near-Earth Asteroid Research. 
Obiectul prezintă o orbită caracterizată de o semiaxă mare de 2,1782428 UAi, o excentricitate de 0,14, o înclinație de 6,49945 ° în raport cu ecliptica.